# رحلة طيران غارودا الإندونيسية رقم 150
رحلة طيران غارودا الإندونيسية رقم 150 كانت رحلة ركاب داخلية مجدولة تشغلها شركة طيران غارودا الإندونيسية، انطلقت من مطار كيمايوران في العاصمة جاكرتا متجهة إلى مطار السلطان محمود بدر الدين الثاني في مدينة باليمبانغ. في 24 سبتمبر 1975، تحطمت الطائرة أثناء مرحلة الاقتراب من الهبوط، وذلك نتيجة سوء الأحوال الجوية والضباب الكثيف، مما أدى إلى وقوع الحادث على بُعد نحو 4 كيلومترات من مدينة باليمبانغ. أسفر الحادث عن مقتل 25 شخصًا من بين الركاب وأفراد الطاقم البالغ عددهم 61، بالإضافة إلى وفاة شخص واحد على الأرض.

## الطائرة
كانت الطائرة من طراز فوكر إف 28 فلوشيب، مسجلة تحت الرمز PK-GVC، وقد صُنعت في عام 1971، ولم تكن قد تجاوزت 1000 ساعة طيران قبل وقوع الحادث المميت. وكانت الطائرة قد أُعيد تسجيلها سابقًا، إذ كانت تحمل التسجيل PK-GJX.

## الحادث
أقلعت الرحلة 150 من مطار كيمايوران في رحلة قصيرة إلى مطار السلطان محمود بدر الدين الثاني وعلى متنها 61 راكبًا وعضوًا من الطاقم. وبعد أقل من ساعة من الإقلاع، تلقّت الرحلة 150 إذنًا من برج المراقبة الجوية في مطار السلطان محمود بدر الدين الثاني لبدء الاقتراب من المدرج 28 (الذي يُعرف الآن بالمدرج 29). كانت الرافعات والمعدات الخاصة بالهبوط قد أُنزِلت بالفعل عندما اقتربت الرحلة 150 من المطار، وبدأ الضباب يغطّي المدينة والمطار. دخلت الطائرة إلى الضباب بعد دقيقتين. اصطدم ذيل الطائرة بالأشجار وتحطّمت، وانقسمت إلى جزئين. لم تندلع النيران عند وقوع الحادث. أسفر التحطم عن مقتل 25 شخصًا من ركاب الطائرة وطاقمها، بالإضافة إلى شخص واحد على الأرض، بينما نجا 36 راكبًا وتم نقلهم إلى مستشفى محلي.

## السبب
كشفت التحقيقات في الحادث أن الرحلة كانت تطير بصريًا في ظروف جوية أقل من الحد الأدنى المسموح به. كانت الرحلة 150 في مرحلة الرياح الخلفية أثناء اقترابها من المطار وسط الضباب. ولا يزال من غير المعروف لماذا لم يطلب مراقب الحركة الجوية من طاقم الرحلة 150 تنفيذ اقتراب مفقود، أو لماذا لم يبادر الطيارون أنفسهم إلى تنفيذ هذا الإجراء.